# Alan Stuart Weakley
Alan Stuart Weakley (n. 1957 ) es un botánico y profesor estadounidense. Realizó extensas expediciones botánicas por Ecuador, México, EE. UU., Papúa Nueva Guinea.
Fueron sus padres William Vanner Weakley y Jean Antoinette Hensley.
Son= Brendan

Desde 2003 hasta la actualidad, es curador del herbario en la Universidad de Carolina del Norte, un departamento del Jardín Botánico de Carolina del Norte.

## Algunas publicaciones
- a.s. Weakley, j.r. LeBlond, b.a. Sorrie, c.t. Witsell, l.d. Estes, k. Gandhi, k.g. Mathews, a. Ebihara. 2011. New combinations, rank changes, and nomenclatural and taxonomic comments in the vascular flora of the southeastern United States. J. Bot. Res. Inst. Texas 5(2): 437-455

- -----------------. 2010. Herbarium Report: Grandfather Mountain in the footsteps of Asa Gray. North Carolina Bot. Garden Newsletter, agosto de 2010, pp. 11

- -----------------. 2010. 2010 Richard and Minnie Windler Award recipients – Jimmie D. Thompson, William R. Norris, and Deborah Q. Lewis. Castanea 75: 301-302

- -----------------. 2010. Hugh Morton and North Carolina’s native plants. Learn NC; North Carolina’s Recent History; The Environment 4.10. http://www.learnnc.org/lp/editions/nchist-recent/6792

- -----------------. 2010. Hugh Morton and North Carolina's native plants. https://web.archive.org/web/20121206032403/http://www.lib.unc.edu/blogs/morton/index.php/essays/.

- -----------------. 2010. Flora of the southern and mid-Atlantic states, working draft of 8 March 2010. Univ. of North Carolina Herbarium, North Carolina Botanical Garden, Chapel Hill, NC. 994 pp. http://www.herbarium.unc.edu/flora.htm Archivado el 6 de octubre de 2018 en Wayback Machine.

- d. Tart, d. Faber-Langendoen, a. Gray, b.w. Hoagland, o. Huber, c. Josse, s. Karl, t. Keeler-Wolf, d. Meidinger, s. Ponomarenko, j.-p. Saucier, a.s. Weakley. 2010. The structure of the revised national classification hierarchy. Poster presentado en Ecological Soc. of Am.

- a.s. Weakley. 2009. Taxonomic advisory! One, two, three pygmy pipes – does lumping and splitting matter? Chinquapin 17(3): 8-9

- -----------------. 2009. Taxonomic advisory! Plant species and varieties, “through a glass darkly.” Chinquapin 17(2): 4-5

- -----------------. 2009. Taxonomic advisory! Change we can believe in? Chinquapin 17(1): 4-5

- -----------------. 2009. Flora of the Carolinas, Virginia, Georgia, northern Florida, and surrounding areas, working draft of 5 August 2009. University of North Carolina Herbarium, North Carolina Botanical Garden, Chapel Hill, NC. 961 pp. http://www.herbarium.unc.edu/flora.htm Archivado el 6 de octubre de 2018 en Wayback Machine.

- p.m. Peterson, s.l. Hatch, a.s. Weakley. 2009. Sporobolus, pp. xx-yy en M.E. Barkworth, L.K. Anderton, K.M. Capels, S. Long, M.B. Piep (eds.), Grasses in the intermountain region. Intermountain Herbarium & Utah State Univ. Press

- j.s. Pringle, a.s. Weakley. 2009. Gentiana latidens (Gentianaceae), the Balsam Mountain gentian. Rhodora 111: 389-397

- b.a. Sorrie, a.s. Weakley, g.l. Nesom. 2009. Pyxidanthera, pp. 336-337 en Flora of North Am. Ed. Committee. Flora of North Am. north of Mexico, vol. 8: Magnoliophyta: Paeoniaceae a Ericaceae. Oxford Univ. Press, N. York

- ---------------, -----------------, g.c. Tucker. 2009. Gaylussacia, pp. 530-535 en Flora of North Am. Ed. Committee. Flora of North Am. north of Mexico, vol. 8: Magnoliophyta: Paeoniaceae a Ericaceae. Oxford Univ. Press, N. York

- s.c.k. Straub, b.a. Sorrie, a.s. Weakley. 2009. A new name for an old Amorpha (Fabaceae). J. Bot. Res. Inst. Texas 3: 151-155

- g.l Nesom, a.s. Weakley. 2009. Learning about other species: an updated component of a liberal arts education. J. Bot. Res. Inst. Texas 3: 1-2

- h. Teppner, w. Schuehly, a.s. Weakley. 2009. The chromosome numbers of Waldsteinia (Rosaceae-Colurieae) in North Am. Phyton (Horn, Austria) 48(2): 225-238

- s.s. Neves, a.s. Weakley. 2009. Bupleurum gerardii All. (Apiaceae), an addition to the North American flora, with comments on the treatment of aliens in floras. Castanea 74(4): 424-433

- La abreviatura «Weakley» se emplea para indicar a Alan Stuart Weakley como autoridad en la descripción y clasificación científica de los vegetales.[2]